# Красный Хутор (Турковский район)
Кра́сный Ху́тор — посёлок в Турковском районе Саратовской области России. Входит в Рязанское муниципальное образование.

## География
Расположен в западной части региона, в пределах Окско-Донской равнины, в подзоне луговой степи лесостепной зоны, на берегах реки Студенки, примерно в 1,5 км от села Мокровка.
Уличная сеть не развита.
Абсолютная высота — 182 метра над уровнем моря.
Климат
Климат характеризуется как умеренно континентальный с холодной зимой и жарким летом. Среднегодовая температура воздуха — 4,7 °C. Средняя многолетняя температура самого холодного месяца (января) составляет −11,1 °С (абсолютный минимум — −40 °С), температура самого тёплого (июля) — 20,7 °С (абсолютный максимум — 40 °С). Безморозный период длится в течение 145—151 дней в году. Среднегодовое количество атмосферных осадков — 471 мм, из которых большая часть (326 мм) выпадает в период с апреля по октябрь. Снежный покров держится в среднем 125—135 дней в году.

## Население
| 2010 |
| ---- |
| 4    |

Национальный состав
Согласно результатам переписи 2002 года, в национальной структуре населения русские составляли 100 % из 17 чел.

## Инфраструктура
Было развито сельское хозяйство. 

## Транспорт
Автомобильная дорога 63К-00828 «Каменка — Рязанка» (идентификационный номер 63-000-000 ОП РЗ 63К-00828) (Приложение N 35 к постановлению Правительства Саратовской области от 6 мая 2008 г. N 175-П «Перечень автомобильных дорог общего пользования регионального или межмуниципального значения, расположенных на территории Турковского муниципального района Саратовской области»).